# IC 189
IC 189 — галактика типу SBc () у сузір'ї Овен.
Цей об'єкт міститься в оригінальній редакції індексного каталогу.